# Francesco Ferrara
Francesco Ferrara (ur. 7 grudnia 1810 w Palermo, zm. 22 stycznia 1900 w Wenecji) – włoski ekonomista i polityk.
Ferrara został szefem Sycylijskiego Biura Statystycznego w 1834 r. i założył pismo „Giornale di statistica”, został uwięziony w 1847 r. za działalność polityczną, ale wyszedł na wolność podczas rewolucji 1848 r. i został członkiem Sycylijskiego Rządu Tymczasowego. Kiedy przywrócono panowanie Burbonów, pozostał w Piemoncie, gdzie pełnił misję polityczną, a w latach 1849–1864 był profesorem ekonomii najpierw w Turynie, a następnie na Uniwersytecie w Pizie.
Przez krótki czas, od maja do lipca 1867 r., Ferrara, który został wybrany do włoskiej Izby Deputowanych w 1865 r., był ministrem finansów w gabinecie Urbano Rattazziego. W 1868 r. został dyrektorem Szkoły Biznesu w Wenecji, a w 1881 członkiem Senatu. Jako ekonomista ściśle przestrzegał nauk „ekonomistów harmonii” Frédérica Bastiata i Henry’ego Charlesa Careya. Wydał między innymi obszerny zbiór „Bibliotheca dell 'Economista” (27 tomów, 1850-68); jego krytyczne wstępy do prac opublikowanych w tym dziele, „Esame storico-critico degli economicisti”, zostały opublikowane w dwóch tomach w latach 1889–1890.